# Piracy Funds Terrorism Volume 1
Piracy Funds Terrorism Volume 1, обычно упоминается просто как Piracy Funds Terrorism — дебютный микстейп британской исполнительницы M.I.A. и американского ди-джея Дипло. Содержит в себе композиции, которые позже войдут на дебютный студийный альбом исполнительницы Arular. Микстейп был спродюсирован в домашней студии Дипло в Филадельфии. Микстейп распространялся бесплатно по интернету как промоушен к дебютному альбому исполнительницы и на её выступлениях. Хоть он и не был выпущен официально, некоторые музыкальные издания включили его в списки лучших альбомов 2004 года.

## Запись
Микстейп записывался параллельно с дебютным альбомом исполнительницы в 2003—2004 годах. Микстейп содержит семплы таких композиций, как «Walk Like an Egyptian» от The Bangles, «Big Pimpin» Jay-Z, «Papa Don't Preach» Мадонны и многие другие. На некоторые семплы так и не было получено разрешения от артистов, поэтому он не мог бы продаваться легально. Микстейп содержит в себе жанры хип-хоп, поп и другие разные жанры со всего света. Трек «Galang», например, исполнен в жанре реггетон, а три композиции с названиями «Baile Funk One», «Baile Funk Two» и «Baile Funk Three» исполнены в жанре бразильского фанка.
На обложке микстейпа M.I.A. представлена в футболке со слоганом «Отдел по рассмотрению жалоб» и с изображением ручной гранаты. Вокруг неё нарисованы силуэты танцоров, бунтовщиков и полиции.

## Критический приём
Микстейп был воспринят музыкальными критиками, в целом, положительно. В рецензии для The Village Voice Роберт Кристгау сказал что он хотел бы больше услышать от исполнительницы оригинальной музыки, нежели мэш-апа. Издательство Pitchfork поставил микстейп на 12-е место в списке лучших альбомов 2004 года, а позже на 103-е место в списке 200 лучших альбомов десятилетия.

## Список песен
| №   | Название                              | Семплы                                                                         | Длительность |
| --- | ------------------------------------- | ------------------------------------------------------------------------------ | ------------ |
| 1.  | «Galangaton» (Diplo Mix)              |                                                                                | 2:02         |
| 2.  | «Galang» (вместе с Lil Vicious)       | What Happened to That Boy от Birdman вместе с Clipse, The Glock от Vicious     | 2:57         |
| 3.  | «Two Bit Rhythm»                      |                                                                                | 2:39         |
| 4.  | «Fire Bam» (Diplo Mix)                | Murder She Wrote от Chaka Demus & Pliers                                       | 2:40         |
| 5.  | «Fire Fire»                           | Walk Like an Egyptian от The Bangles                                           | 3:33         |
| 6.  | «One for the Head Skit»               | Pass That Dutch от Missy Elliott                                               | 1:37         |
| 7.  | «Amazon» (Diplo Mix)                  | Goodies от Ciara                                                               | 3:32         |
| 8.  | «Definition of a Roller» (The Clipse) |                                                                                | 3:14         |
| 9.  | «Untitled» (M.I.A./Cutty Ranks)       | Drop it Like it's Hot от Snoop Dogg совместно с Pharrell Williams              | 3:23         |
| 10. | «MIA»                                 |                                                                                | 3:10         |
| 11. | «You're Good» (Diplo Mix)             |                                                                                | 3:04         |
| 12. | «Pop»                                 | Hip-Hop от Dead Prez                                                           | 2:35         |
| 13. | «Sunshowers» (Diplo Mix)              | Push It от Salt-n-Pepa                                                         | 3:00         |
| 14. | «Baile Funk One»                      | Papa Don't Preach от Мадонны, "Aviãozinho" от Sandy & as Travessas             | 2:15         |
| 15. | «Bucky Done Gun»                      |                                                                                | 2:45         |
| 16. | «Baile Funk Two»                      | When Doves Cry от Prince                                                       | 1:44         |
| 17. | «China Girl» (Diplo Mix)              | "10 Dollar", "Sweet Dreams (Are Made of This)" от Eurythmics, "Bucky Done Gun" | 2:08         |
| 18. | «Baile Funk Three»                    |                                                                                | 1:24         |
| 19. | «Lady Killer» (Diplo Mix)             | Tour de France от Kraftwerk                                                    | 3:22         |
| 20. | «URAQT» (Diplo Mix)                   | Sanford and Son Theme (The Streetbeater) от Квинси Джонс                       | 2:45         |
| 21. | «Bingo» (Diplo Mix)                   | Big Pimpin' от Jay-Z совместно с UGK                                           | 3:19         |